# گلاریول بال‌سرخ

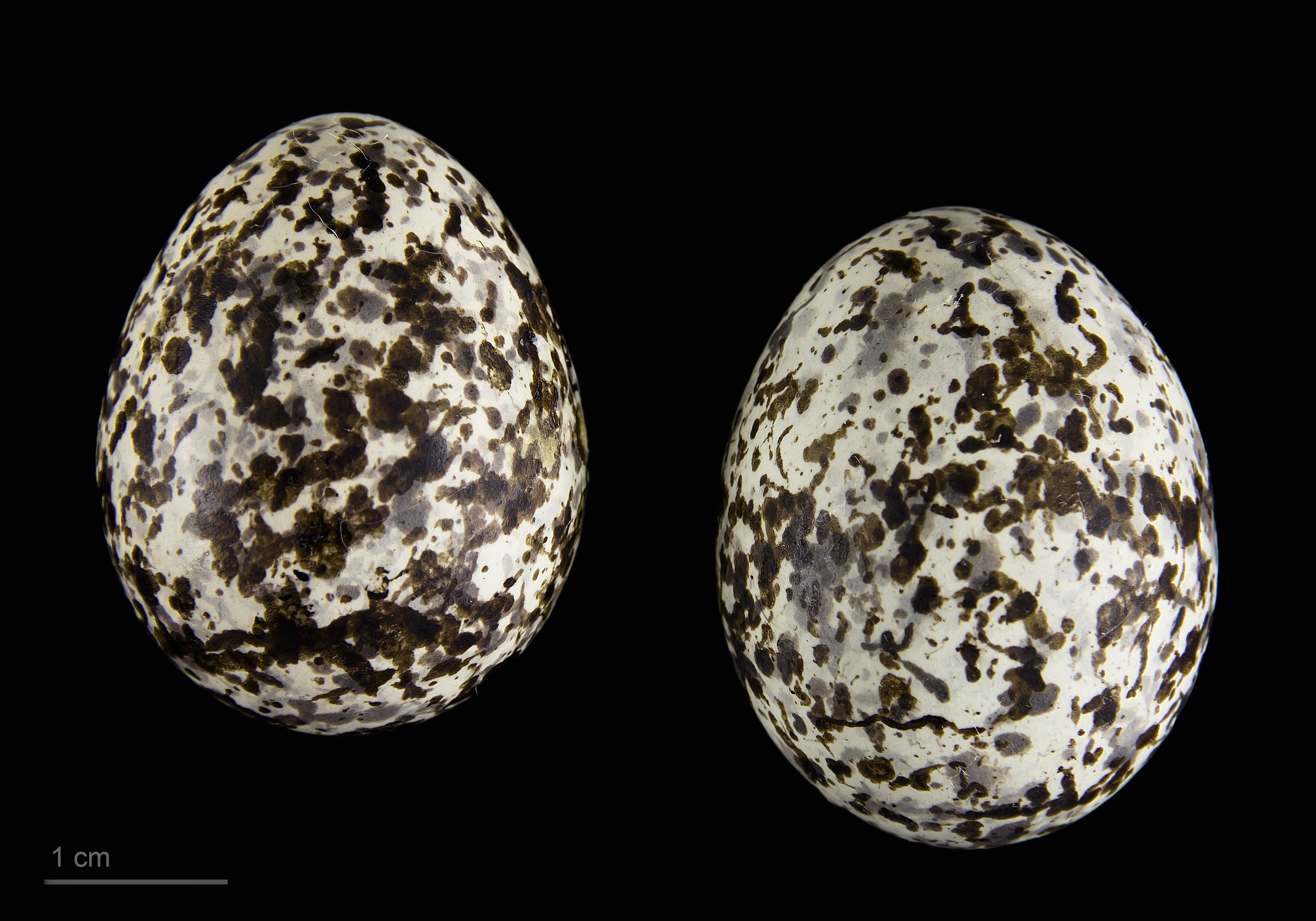
Glareola pratincola pratincola

گلاریول بال‌سرخ (نام علمی: Glareola pratincola) یا چلچله بیابانی بال‌سرخ نام یک پرنده از سردۀ گلاریول‌ها و تیره چلچله‌بیابانیان است.

## ویژگی‌های ریخت‌شناسی
طول بدن گلاریول بال‌سرخ ۲۵ سانتی‌متر است و دارای دودیسی جنسی نیست. این پرنده بال‌های دراز، نوک تیز و تیره‌رنگ، دم سیاه دوشاخه با قاعدهٔ سفید و پاهایی سیاه دارد. منقار آن کوتاه و اندکی خمیده است. در سطح پشتی خود پرهای قهوه‌ای زیتونی و در سطح شکمی خود پرهای نخودی رنگ دارد. شکم آن سفید و گلویش کرم با خط حاشیه‌ای سیاه است. این خط حاشیه‌ای در پروبال زمستانی آنچنان آشکار نیست.

## زیستگاه
این پرنده در دشت‌های وسیع نزدیک به آب، سواحل شنی و زمین‌های گلی با رویش گیاهی کوتاه و به صورت گروهی به سر می‌برد و در همانجا نیز زادآوری می‌کند. در ایران، تابستان‌ها به تعداد فراوان حضور دارد و در مناطق حاشیه‌ای کویر و جنوب شرقی دریای خزر زایش می‌کند.